# Вулсі (Джорджія)
Вулсі (англ. Woolsey) — місто (англ. town) в США, в окрузі Файєтт штату Джорджія. Населення — 206 осіб (2020).

## Географія
Вулсі розташоване за координатами 33°21′47″ пн. ш. 84°24′24″ зх. д. / 33.36306° пн. ш. 84.40667° зх. д. (33.363075, -84.406709).  За даними Бюро перепису населення США в 2010 році місто мало площу 2,18 км², з яких 2,12 км² — суходіл та 0,06 км² — водойми.

## Демографія
Згідно з переписом 2010 року, у місті мешкало 158 осіб у 57 домогосподарствах у складі 48 родин. Густота населення становила 73 особи/км².  Було 66 помешкань (30/км²).
Расовий склад населення:
| - 94,9 % — білих - 3,2 % — чорних або афроамериканців |

До двох чи більше рас належало 1,9 %. Частка іспаномовних становила 1,3 % від усіх жителів.
За віковим діапазоном населення розподілялося таким чином: 24,1 % — особи молодші 18 років, 55,6 % — особи у віці 18—64 років, 20,3 % — особи у віці 65 років та старші. Медіана віку мешканця становила 48,6 року. На 100 осіб жіночої статі у місті припадало 71,7 чоловіків;  на 100 жінок у віці від 18 років та старших — 79,1 чоловіків також старших 18 років.
Середній дохід на одне домашнє господарство  становив 86 207 доларів США (медіана — 75 625), а середній дохід на одну сім'ю — 90 722 долари (медіана — 78 750). Медіана доходів становила 59 375 доларів для чоловіків та 61 250 доларів для жінок. За межею бідності перебувало 3,2 % осіб, у тому числі 0,0 % дітей у віці до 18 років та 8,9 % осіб у віці 65 років та старших.
Цивільне працевлаштоване населення становило 72 особи. Основні галузі зайнятості: освіта, охорона здоров'я та соціальна допомога — 20,8 %, виробництво — 19,4 %, роздрібна торгівля — 18,1 %.